# Persone di nome Gustav
| Questa pagina contiene informazioni ricavate automaticamente dalle voci biografiche con l'ausilio del template Bio e di un bot. L'aggiornamento è periodico e automatico e ricostruisce completamente la pagina. Se manca una persona in questa lista, sei pregato di non aggiungerla, ma accertati piuttosto che la sua voce biografica contenga il template Bio e che i dati anagrafici siano correttamente compilati. Se il template Bio manca, inseriscilo tu stesso o, in alternativa, metti l'avviso {{tmp\|Bio}} che ne segnala la mancanza. Se i dati riportati sono sbagliati, correggi direttamente la voce biografica; le modifiche saranno visibili in questa lista entro pochi giorni. Per chiarimenti vedi il progetto antroponimi. La lista contiene solo le 246 persone che sono citate nell'enciclopedia e per le quali è stato implementato correttamente il template Bio. Pagina aggiornata al 16 ott 2024. |

Questa è una lista di persone presenti nell'enciclopedia che hanno il prenome Gustav, suddivise per attività principale.

## Agenti segreti(1)
- Gust Avrakotos, agente segreto statunitense (Aliquippa, n. 1938 - Falls Church, † 2005)

## Allenatori di calcio(1)
- Gustav Hult, allenatore di calcio e ex calciatore norvegese (n. 1940)

## Anatomisti(1)
- Gustav Fritsch, anatomista, antropologo e fisiologo tedesco (Cottbus, n. 1838 - Berlino, † 1927)

## Antropologi(1)
- Gustav Albert Schwalbe, antropologo tedesco (Quedlinburg, n. 1844 - Strasburgo, † 1916)

## Archeologi(3)
- Gustav Hirschfeld, archeologo tedesco (Pyritz, n. 1847 - Wiesbaden, † 1895)
- Gustav Körte, archeologo tedesco (Berlino, n. 1852 - Gottinga, † 1917)
- Andreas Rumpf, archeologo tedesco (Potsdam, n. 1890 - Colonia, † 1966)

## Architetti(1)
- Gustav Friedrich Hetsch, architetto danese (Stoccarda, n. 1788 - Copenaghen, † 1864)

## Arcivescovi cattolici(1)
- Gustav Trolle, arcivescovo cattolico svedese (Småland, n. 1488 - Fyn, † 1535)

## Artisti(3)
- Albin Grau, artista, architetto e esoterista tedesco (Schönefeld, n. 1884 - Hausham, † 1971)
- Gustav Klucis, artista e fotografo russo (Rūjiena, n. 1895 - Mosca, † 1938)
- Gustav Metzger, artista tedesco (Norimberga, n. 1926 - Londra, † 2017)

## Astisti(1)
- Gustav Wegner, astista tedesco (Jarocin, n. 1903 - † 1942)

## Astronomi(1)
- Gustav Andreas Tammann, astronomo tedesco (Gottinga, n. 1932 - Basilea, † 2019)

## Attori(9)
- Gustav De Waele, attore belga (Bruxelles, n. 2008)
- Gustav Diessl, attore austriaco (Vienna, n. 1899 - Vienna, † 1948)
- Gustav Fröhlich, attore tedesco (Hannover, n. 1902 - Lugano, † 1987)
- Gustav Knuth, attore tedesco (Braunschweig, n. 1901 - Küsnacht, † 1987)
- Gustav Lund, attore e regista danese (Copenaghen, n. 1853 - † 1948)
- Gustav Nezval, attore ceco (Řečkovice, n. 1907 - Praga, † 1998)
- Gustav von Seyffertitz, attore e regista tedesco (Haimhausen, n. 1862 - Los Angeles, † 1943)
- Gustav Waldau, attore tedesco (Ergolding, n. 1871 - Monaco di Baviera, † 1958)
- Gustav von Wangenheim, attore e regista tedesco (Wiesbaden, n. 1895 - Berlino, † 1975)

## Avvocati(1)
- Gustav Adolf Nosske, avvocato e militare tedesco (Halle, n. 1902 - Düsseldorf, † 1986)

## Biologi(2)
- Gustav Woldemar Focke, biologo, medico e botanico tedesco (Brema, n. 1810 - Brema, † 1877)
- Gustav Nossal, biologo e immunologo austriaco (Bad Ischl, n. 1931)

## Bobbisti(1)
- Gustav Weder, bobbista svizzero (Diepoldsau, n. 1961)

## Botanici(5)
- Gustav Adolf Hugo Dahlstedt, botanico svedese (Linköping, n. 1856 - Lidingö, † 1934)
- Gustav Hegi, botanico svizzero (Rickenbach, n. 1876 - Goldbach, † 1932)
- Hermann Karsten, botanico e biologo tedesco (Stralsund, n. 1817 - Sopot, † 1908)
- Gustav Wilhelm Körber, botanico tedesco (Jelenia Góra, n. 1817 - Breslavia, † 1885)
- Gustav Maass, botanico tedesco (n. 1830 - Altenhausen, † 1901)

## Calciatori(29)
- Gustav Bark, calciatore svizzero (n. 1889 - † 1970)
- Gustav Blaha, calciatore austriaco (Vienna, n. 1888 - † 1961)
- Gustav Deutsch, calciatore austriaco (Floridsdorf, n. 1891 - San Francisco, † 1967)
- Guus Dräger, calciatore olandese (Amsterdam, n. 1917 - † 1989)
- Gustav Edén, calciatore norvegese (Råde, n. 1891 - † 1966)
- Gustav Engvall, calciatore svedese (Kalmar, n. 1996)
- Gustav Gerhart, calciatore austriaco (n. 1922 - † 1990)
- Gustav Gottenkieny, calciatore svizzero (Winterthur, n. 1896 - Zurigo, † 1959)
- Gustav Granath, calciatore svedese (n. 1997)
- Gustav Grubbe, calciatore danese (Odense, n. 2003)
- Gustav Henriksson, calciatore svedese (n. 1998)
- Gustav Hensel, calciatore tedesco (Kassel, n. 1884 - Brema, † 1933)
- Gustav Holm, calciatore norvegese (n. 1892 - † 1971)
- Gustav Huber, calciatore e allenatore di calcio austriaco (n. 1883 - † 1941)
- Gustav Jarl, calciatore svedese (Helsingborg, n. 1995)
- Gustav Krojer, calciatore austriaco (Vienna, n. 1885 - † 1945)
- Gustav Lehner, calciatore croato (Osijek, n. 1913 - Zagabria, † 1987)
- Gustav Ludwigson, calciatore svedese (Göteborg, n. 1993)
- Gustav Marcussen, calciatore danese (n. 1998)
- Gustav Rehn, calciatore norvegese (n. 1914 - † 1987)
- Gustav Roller, calciatore tedesco (Pforzheim, n. 1895 - † 1959)
- Gustav Schlegel, calciatore svizzero (n. 1912 - Zurigo, † 1940)
- Gustav Isaksen, calciatore danese (Hjerk, n. 2001)
- Gustav Tögel, calciatore austriaco (n. 1907 - † 1981)
- Gustav Unfried, calciatore tedesco (n. 1889 - † 1917)
- Gustav Valsvik, calciatore norvegese (Vik, n. 1993)
- Gustav Wetterström, calciatore svedese (n. 1911 - † 1991)
- Gustav Wieser, calciatore e allenatore di calcio austriaco (Vienna, n. 1898 - † 1960)
- Gustav Wikheim, calciatore norvegese (Drammen, n. 1993)

## Canottieri(3)
- Gustav Goßler, canottiere tedesco (Amburgo, n. 1879 - Amburgo, † 1940)
- Gustav Schäfer, canottiere tedesco (Johanngeorgenstadt, n. 1906 - Monaco di Baviera, † 1991)
- Gustav Voerg, canottiere statunitense (Germania, n. 1870 - St. Louis, † 1944)

## Cantanti(2)
- Taime Downe, cantante statunitense (Seattle, n. 1964)
- Gustav Winckler, cantante danese (n. 1925 - † 1979)

## Cardinali(1)
- Gustav Adolf von Hohenlohe-Schillingsfürst, cardinale tedesco (Rothenburg ob der Tauber, n. 1823 - Roma, † 1896)

## Cestisti(1)
- Gustav Hraška, ex cestista cecoslovacco (Spišská Sobota, n. 1953)

## Chimici(5)
- Gustav Giemsa, chimico e batteriologo tedesco (n. 1867 - † 1948)
- Wilhelm Haarmann, chimico tedesco (Holzminden, n. 1847 - Höxter, † 1931)
- Gustav von Hüfner, chimico tedesco (Bad Köstritz, n. 1840 - Tubinga, † 1908)
- Gustav Kortüm, chimico tedesco (Groß-Methling, n. 1904 - Tubinga, † 1990)
- Gustav Tammann, chimico tedesco (Jamburg, n. 1861 - Gottinga, † 1938)

## Chirurghi(2)
- Gustav Biedermann Günther, chirurgo tedesco (Bad Schandau, n. 1801 - Lipsia, † 1866)
- Gustav Adolf Neuber, chirurgo tedesco (Tønder, n. 1850 - Kiel, † 1932)

## Ciclisti su strada(2)
- Gustav Larsson, ex ciclista su strada svedese (Gemla, n. 1980)
- Gustav Wang, ciclista su strada, ciclocrossista e pistard danese (Rødovre, n. 2003)

## Clavicembalisti(1)
- Gustav Leonhardt, clavicembalista, organista e direttore d'orchestra olandese ('s-Graveland, n. 1928 - Amsterdam, † 2012)

## Compositori(6)
- Gustav Holst, compositore e direttore d'orchestra britannico (Cheltenham, n. 1874 - Londra, † 1934)
- Gustav Jenner, compositore, direttore d'orchestra e musicologo tedesco (Keitum, n. 1865 - Marburgo, † 1920)
- Albert Lortzing, compositore tedesco (Berlino, n. 1801 - Berlino, † 1851)
- Gustav Mahler, compositore e direttore d'orchestra austriaco (Kaliště, n. 1860 - Vienna, † 1911)
- Allan Pettersson, compositore svedese (Västra Ryd, n. 1911 - Stoccolma, † 1980)
- Gustav Schreck, compositore e docente tedesco (Zeulenroda-Triebes, n. 1848 - Lipsia, † 1918)

## Dermatologi(1)
- Gustav Behrend, dermatologo tedesco (Szczecinek, n. 1847 - † 1925)

## Diplomatici(4)
- Gustav von Kosjek, diplomatico e nobile austriaco (St. Margarethe, n. 1838 - Atene, † 1897)
- Gustav Krupp von Bohlen und Halbach, diplomatico e imprenditore tedesco (L'Aia, n. 1870 - Castel Blühnbach, † 1950)
- Gustav Adolf von Gotter, diplomatico e collezionista d'arte tedesco (Gotha, n. 1692 - Berlino, † 1762)
- Gustav Overbeck, diplomatico e avventuriero tedesco (Lemgo, n. 1830 - Londra, † 1894)

## Direttori d'orchestra(4)
- Wilhelm Furtwängler, direttore d'orchestra e compositore tedesco (Berlino, n. 1886 - Baden-Baden, † 1954)
- Gustav Hinrichs, direttore d'orchestra e compositore statunitense (Grabow, n. 1850 - Mountain Lake, † 1942)
- Gustav Kuhn, direttore d'orchestra, compositore e direttore teatrale austriaco (Predlitz-Turrach, n. 1945)
- Gustav Meier, direttore d'orchestra e docente svizzero (Wettingen, n. 1929 - Ann Arbor, † 2016)

## Dirigenti sportivi(1)
- Gustav Wiederkehr, dirigente sportivo svizzero (Berna, n. 1905 - Berna, † 1972)

## Drammaturghi(1)
- Gustav Frederik Esmann, drammaturgo e giornalista danese (Copenaghen, n. 1860 - Copenaghen, † 1904)

## Economisti(1)
- Gustav von Schmoller, economista e storico tedesco (Heilbronn, n. 1838 - Bad Harzburg, † 1917)

## Editori(1)
- Adolf von Kröner, editore tedesco (Stoccarda, n. 1836 - Stoccarda, † 1911)

## Egittologi(1)
- Gustav Seyffarth, egittologo e scrittore tedesco (Uebigau, n. 1796 - † 1885)

## Entomologi(4)
- Gustav Breddin, entomologo tedesco (Magdeburgo, n. 1864 - Oschersleben, † 1909)
- Gustav Kunze, entomologo e botanico tedesco (Lipsia, n. 1793 - Lipsia, † 1851)
- Gustav Mayr, entomologo austriaco (Vienna, n. 1830 - Vienna, † 1908)
- Gustav Weymer, entomologo tedesco (n. 1833 - † 1914)

## Esploratori(5)
- Gustav Fischer, esploratore e medico tedesco (Barmen, n. 1848 - Berlino, † 1886)
- Gustav Adolf von Götzen, esploratore, politico e militare tedesco (Glatz, n. 1866 - Amburgo, † 1910)
- Gustav Frederik Holm, esploratore e ufficiale danese (Copenaghen, n. 1849 - Copenaghen, † 1940)
- Gustav Nachtigal, esploratore tedesco (Eichstedt, n. 1834 - Capo Palmas, † 1885)
- Gustav Radde, esploratore e naturalista tedesco (Danzica, n. 1831 - Tbilisi, † 1903)

## Filologi(4)
- Gustav Gröber, filologo tedesco (Lipsia, n. 1844 - † 1911)
- Gustav Roethe, filologo tedesco (Graudenz, n. 1859 - Bad Gastein, † 1926)
- Adolf Schöll, filologo classico tedesco (Brno, n. 1805 - Jena, † 1882)
- Gustav Uhlig, filologo classico e educatore tedesco (Gliwice, n. 1838 - Kowary, † 1914)

## Filosofi(3)
- Gustav Bergmann, filosofo e matematico austriaco (Vienna, n. 1906 - Iowa City, † 1987)
- Gustav Landauer, filosofo tedesco (Karlsruhe, n. 1870 - Monaco di Baviera, † 1919)
- Gustav Teichmüller, filosofo tedesco (Braunschweig, n. 1832 - Tartu, † 1888)

## Fisici(5)
- Gustav Hertz, fisico tedesco (Amburgo, n. 1887 - Berlino, † 1975)
- Gustav Karsten, fisico tedesco (Berlino, n. 1820 - Kiel, † 1900)
- Gustav Robert Kirchhoff, fisico e matematico tedesco (Königsberg, n. 1824 - Berlino, † 1887)
- Gustav Mie, fisico tedesco (Rostock, n. 1869 - Friburgo in Brisgovia, † 1957)
- Gustav Heinrich Wiedemann, fisico tedesco (Berlino, n. 1826 - Lipsia, † 1899)

## Fotografi(1)
- Gustav Borgen, fotografo norvegese (Oslo, n. 1865 - † 1926)

## Generali(15)
- Gustav Heinrich von Braun, generale e politico prussiano (Arneburg, n. 1775 - Dresda, † 1859)
- Gustav Fehn, generale tedesco (Norimberga, n. 1892 - Lubiana, † 1945)
- Gustav Gihr, generale tedesco (Geisingen, n. 1894 - Friburgo in Brisgovia, † 1959)
- Rüdiger von der Goltz, generale tedesco (Züllichau, n. 1865 - Kinsegg presso Bernbeuren, † 1946)
- Gustav David Hamilton, generale svedese (Barsebäck, n. 1699 - Barsebäck, † 1788)
- Gustav Harteneck, generale tedesco (Landau in der Pfalz, n. 1892 - Pullach im Isartal, † 1984)
- Gustav Heistermann von Ziehlberg, generale tedesco (Hohensalza, n. 1898 - Berlino, † 1945)
- Gustav Höhne, generale tedesco (Kruszwica, n. 1893 - Oberursel, † 1951)
- Gustav von Kessel, generale prussiano (Potsdam, n. 1846 - Berlino, † 1918)
- Gustav Krukenberg, generale tedesco (Bonn, n. 1888 - Bad Godesberg, † 1980)
- Gustav Lombard, generale tedesco (Klein-Spiegelberg, n. 1895 - Mühldorf am Inn, † 1992)
- Gustav von Rauch, generale prussiano (Braunschweig, n. 1774 - Berlino, † 1841)
- Gustav Schmidt, generale tedesco (Carsdorf, n. 1894 - Belgorod, † 1943)
- Gustav von Vaerst, generale tedesco (Meiningen, n. 1894 - Stockheim, † 1975)
- Gustav Anton von Wietersheim, generale tedesco (Breslavia, n. 1884 - Bonn, † 1974)

## Geografi(1)
- Viktor Hantzsch, geografo e storico tedesco (Dresda, n. 1868 - Dresda, † 1910)

## Geologi(1)
- Gustav Karl Laube, geologo e paleontologo tedesco (Teplice, n. 1839 - Praga, † 1923)

## Ginecologi(2)
- Gustav Adolf Michaelis, ginecologo tedesco (Kiel, n. 1798 - Lehrte, † 1848)
- Gustav Simon, ginecologo e chirurgo tedesco (Darmstadt, n. 1824 - Heidelberg, † 1876)

## Ginnasti(3)
- Gustav Flatow, ginnasta tedesco (Kościerzyna, n. 1875 - campo di concentramento di Theresienstadt, † 1945)
- Gustav Mueller, ginnasta e multiplista statunitense
- Adolf Tannert, ginnasta tedesco (Rummelsburg, n. 1875 - Zehlendorf, † 1961)

## Giocatori di poker(1)
- Gus Hansen, giocatore di poker danese (Copenaghen, n. 1974)

## Giuristi(1)
- Gustav Hugo, giurista tedesco (Lörrach, n. 1764 - Gottinga, † 1844)

## Hockeisti su ghiaccio(1)
- Gustav Nyquist, hockeista su ghiaccio svedese (Halmstad, n. 1989)

## Imprenditori(2)
- Gustav Otto, imprenditore, ingegnere e aviatore tedesco (Colonia, n. 1883 - Monaco di Baviera, † 1926)
- Gustav Magnar Witzøe, imprenditore e modello norvegese (Frøya, n. 1993)

## Ingegneri(1)
- Gustav Brunner, ingegnere e designer austriaco (Graz, n. 1950)

## Linguisti(1)
- Gustav Herbig, linguista e etruscologo tedesco (Kaiserslautern, n. 1868 - Monaco di Baviera, † 1925)

## Matematici(3)
- Gustav Herglotz, matematico tedesco (Volary, n. 1881 - Gottinga, † 1953)
- Gustav de Vries, matematico olandese (Amsterdam, n. 1866 - Haarlem, † 1934)
- Gustav von Escherich, matematico austriaco (Mantova, n. 1849 - Vienna, † 1935)

## Medici(2)
- Gustav Huguenin, medico e patologo svizzero (Krauchthal, n. 1840 - Zurigo, † 1920)
- Gustav Killian, medico tedesco (Magonza, n. 1860 - Berlino, † 1921)

## Micologi(1)
- Gustav Lindau, micologo e botanico tedesco (Dessau, n. 1866 - Berlino, † 1923)

## Militari(11)
- Werner Hartenstein, ufficiale tedesco (Plauen, n. 1908 - Oceano Atlantico, † 1943)
- Gustav Hasford, militare e scrittore statunitense (Russellville, n. 1947 - Egina, † 1993)
- Gustav Horn, militare e politico svedese (Uppsala, n. 1592 - Skara, † 1657)
- Gustav Knittel, militare tedesco (Nuova Ulma, n. 1914 - Ulma, † 1976)
- Gustav Leffers, militare e aviatore tedesco (Wilhelmshaven, n. 1895 - nei pressi di Cerisy, † 1916)
- Gustaf Magnusson, militare e aviatore finlandese (Alatornio, n. 1902 - Helsinki, † 1993)
- Alfred Meyer, militare tedesco (Gottinga, n. 1891 - Hessisch Oldendorf, † 1945)
- Gustav Münzberger, militare tedesco (Weißkirchlitz, n. 1903 - † 1977)
- Gustav Schneidewind, militare e aviatore tedesco (n. 1890)
- Gustav Sorge, militare tedesco (Rydzyna, n. 1911 - Rheinbach, † 1978)
- Gustav Wagner, militare austriaco (Vienna, n. 1911 - San Paolo, † 1980)

## Mineralogisti(5)
- Gustav Flink, mineralogista svedese (Skaraborg, n. 1849 - Älvsjö, † 1931)
- Gustav Adolph Kenngott, mineralogista tedesco (Breslavia, n. 1818 - Lugano, † 1897)
- Gustav Rose, mineralogista tedesco (Berlino, n. 1798 - Berlino, † 1873)
- Gustav Tschermak von Seysenegg, mineralogista tedesco (Litovel, n. 1836 - Vienna, † 1927)
- Gustav von Leonhard, mineralogista e geologo tedesco (Monaco di Baviera, n. 1816 - Heidelberg, † 1878)

## Naturalisti(1)
- Gustav Jäger, naturalista e igienista tedesco (Burg-Kocher, n. 1832 - Stoccarda, † 1917)

## Nuotatori(2)
- Gustav Fröhlich, nuotatore tedesco (Samoa tedesche, n. 1902 - Sydney, † 1968)
- Gustav Lexau, nuotatore e pallanuotista tedesco

## Organisti(1)
- Gustav Adolf Merkel, organista e compositore tedesco (Oderwitz, n. 1827 - Dresda, † 1885)

## Orientalisti(2)
- Gustave Leberecht Flügel, orientalista e arabista tedesco (Bautzen, n. 1802 - Dresda, † 1870)
- Gustav Weil, orientalista, arabista e filologo tedesco (Sulzburg, n. 1808 - Friburgo in Brisgovia, † 1889)

## Ostacolisti(1)
- Gustav Rau, ostacolista tedesco (Francoforte sul Meno, n. 1878)

## Paleontologi(1)
- Gustav Heinrich Ralph von Koenigswald, paleontologo e geologo tedesco (Berlino, n. 1902 - Bad Homburg vor der Höhe, † 1982)

## Pallanuotisti(2)
- Erich Sauermann, pallanuotista tedesco (Hannover, n. 1919 - Hannover, † 1984)
- Gustav Schürger, pallanuotista tedesco (Schwabach, n. 1908 - Norimberga, † 1969)

## Patologi(1)
- Gustav Hauser, patologo e batteriologo tedesco (Nördlingen, n. 1856 - Erlangen, † 1935)

## Pattinatori artistici su ghiaccio(1)
- Gustav Hügel, pattinatore artistico su ghiaccio austriaco (n. 1871 - † 1953)

## Pedagogisti(1)
- Gustav Wyneken, pedagogo e scrittore tedesco (Stade, n. 1875 - Gottinga, † 1964)

## Pianisti(1)
- Gustav Kross, pianista russo (San Pietroburgo, n. 1831 - San Pietroburgo, † 1885)

## Piloti automobilistici(1)
- Gustav Malja, ex pilota automobilistico svedese (Malmö, n. 1995)

## Pittori(5)
- Gustav Paul Closs, pittore tedesco (Stoccarda, n. 1840 - Prien am Chiemsee, † 1870)
- Werner Holmberg, pittore finlandese (Helsinki, n. 1830 - Düsseldorf, † 1860)
- Gustav Klimt, pittore austriaco (Baumgarten, n. 1862 - Vienna, † 1918)
- Gustav Wentzel, pittore norvegese (Christiania, n. 1859 - Lillehammer, † 1927)
- Gustav Zorn, pittore austriaco (Milano, n. 1845 - Bordighera, † 1893)

## Poeti(6)
- Gustav Philip Creutz, poeta e diplomatico finlandese (Anjalankoski, n. 1731 - Stoccolma, † 1785)
- Gustav Falke, poeta e scrittore tedesco (Lubecca, n. 1853 - Amburgo, † 1916)
- Gustav Gräser, poeta e pacifista tedesco (Brasov, n. 1879 - Monaco di Baviera, † 1958)
- Gustav Kastropp, poeta e librettista tedesco (n. 1844 - † 1925)
- Gustav Schwab, poeta e scrittore tedesco (Stoccarda, n. 1792 - Stoccarda, † 1850)
- Gustav Suits, poeta e letterato estone (Võnnu, n. 1883 - Stoccolma, † 1956)

## Politici(9)
- Gustav Bauer, politico tedesco (Darkehmen, n. 1870 - Berlino, † 1944)
- Gustav Freytag, politico e scrittore tedesco (Kreuzburg, n. 1816 - Wiesbaden, † 1895)
- Gustav Heinemann, politico tedesco (Schwelm, n. 1899 - Essen, † 1976)
- Gustav von Kahr, politico e avvocato tedesco (Weißenburg in Bayern, n. 1862 - Dachau, † 1934)
- Gustav Kálnoky, politico austriaco (Letovice, n. 1832 - Předlice, † 1898)
- Gustav Noske, politico tedesco (Brandeburgo sulla Havel, n. 1868 - Hannover, † 1946)
- Gustav Radbruch, politico e giurista tedesco (Lubecca, n. 1878 - Heidelberg, † 1949)
- Gustav Simon, politico tedesco (Saarbrücken, n. 1900 - Paderborn, † 1945)
- Gustav Stresemann, politico tedesco (Berlino, n. 1878 - Berlino, † 1929)

## Psichiatri(1)
- Gustav Aschaffenburg, psichiatra tedesco (Zweibrücken, n. 1866 - Baltimora, † 1944)

## Psicologi(1)
- Gustav Theodor Fechner, psicologo e statistico tedesco (Groß Särchen, n. 1801 - Lipsia, † 1887)

## Pugili(1)
- Gus Lesnevich, pugile statunitense (Pittsburgh, n. 1915 - † 1964)

## Rapper(1)
- Lil Peep, rapper e cantautore statunitense (Allentown, n. 1996 - Tucson, † 2017)

## Registi(3)
- Gustav Hofer, regista, sceneggiatore e giornalista italiano (Sarentino, n. 1976)
- Gustav Machatý, regista e sceneggiatore ceco (Praga, n. 1901 - Monaco di Baviera, † 1963)
- Gustav Ucicky, regista, direttore della fotografia e sceneggiatore austriaco (Vienna, n. 1898 - Amburgo, † 1961)

## Rivoluzionari(1)
- Gustav Struve, rivoluzionario, politico e scrittore tedesco (Monaco di Baviera, n. 1805 - Vienna, † 1870)

## Scacchisti(1)
- Gustav Neumann, scacchista tedesco (Gliwice, n. 1838 - Wehlau, † 1881)

## Schermidori(1)
- Gustav Almgren, schermidore svedese (Vänersborg, n. 1906 - Göteborg, † 1936)

## Sciatori alpini(7)
- Gustav Gulbrandsen, ex sciatore alpino norvegese
- Gustav Lantschner, sciatore alpino, attore e regista cinematografico austriaco (Innsbruck, n. 1910 - Krailling, † 2011)
- Gustav Lindner, ex sciatore alpino svedese (Stoccolma, n. 1978)
- Gustav Lundbäck, ex sciatore alpino svedese (n. 1993)
- Gustav Oehrli, ex sciatore alpino svizzero (n. 1962)
- Gustav Thöni, ex sciatore alpino e allenatore di sci alpino italiano (Stelvio, n. 1951)
- Gustav Rosberg Vøllo, sciatore alpino norvegese (n. 1999)

## Scrittori(9)
- Gustav von Franck, scrittore, editore e pittore austriaco (Vienna, n. 1807 - Londra, † 1860)
- Gustav Frenssen, scrittore tedesco (Barlt, n. 1863 - Barlt, † 1945)
- Gustav Hedenvind-Eriksson, scrittore svedese (Orsa församling, n. 1880 - Stoccolma, † 1967)
- Gustav Janouch, scrittore e musicista ceco (Maribor, n. 1903 - Praga, † 1968)
- Gustav Krklec, scrittore, poeta e critico letterario croato (Udbina, n. 1899 - Zagabria, † 1977)
- Gustav Maršal Petrovský, scrittore e giornalista slovacco (Bački Petrovac, n. 1862 - Chicago, † 1916)
- Gustav Meyrink, scrittore, traduttore e banchiere austriaco (Vienna, n. 1868 - Starnberg, † 1932)
- Gustav Regler, scrittore tedesco (Merzig, n. 1898 - Nuova Delhi, † 1963)
- Gustav Renker, scrittore svizzero (Vienna, n. 1889 - Langnau im Emmental, † 1967)

## Storici(4)
- Gustav Adolf Bergenroth, storico tedesco (Olecko, n. 1813 - Madrid, † 1869)
- Gustav Karpeles, storico e editore tedesco (Ivanovice na Hané, n. 1848 - Nauheim, † 1909)
- Gustav Storm, storico norvegese (Rendalen, n. 1845 - Bygdøy, † 1903)
- Gustav E. von Grunebaum, storico e arabista austriaco (Vienna, n. 1909 - Los Angeles, † 1972)

## Storici dell'arte(3)
- Gustav Friedrich Hartlaub, storico dell'arte tedesco (Brema, n. 1884 - Heidelberg, † 1963)
- Gustav Ludwig, storico dell'arte, fotografo e medico tedesco (Nauheim, n. 1854 - Venezia, † 1905)
- Gustav Friedrich Waagen, storico dell'arte tedesco (Amburgo, n. 1794 - Copenaghen, † 1868)

## Supercentenari(1)
- Gustav Gerneth, supercentenario tedesco (Stettino, n. 1905 - Havelberg, † 2019)

## Teologi(2)
- Gustav Friedrich Oehler, teologo tedesco (Württemberg, n. 1812 - Tubinga, † 1872)
- Gustav von Rohden, teologo tedesco (Barmen, n. 1855 - Ballenstedt, † 1942)

## Tiratori a segno(1)
- Mauritz Johansson, tiratore a segno svedese (Bottnaryd, n. 1881 - Lidingö, † 1966)

## Triatleti(1)
- Gustav Iden, triatleta norvegese (Bergen, n. 1996)

## Violinisti(1)
- Gustav Hollaender, violinista, direttore d'orchestra e compositore tedesco (Głubczyce, n. 1855 - Berlino, † 1915)

## Senza attività specificata(1)
- Gustav Schröder, comandante marittimo tedesco (Haderslev, n. 1885 - Amburgo, † 1959)